# شدت (موسیقی)
شدت یا نوانس (به فرانسوی: nuance) از اصطلاحات موسیقی به معنی مقدار یا درجهٔ شدت (قوّت و ضعف) صدا است که به موسیقی داده می‌شود تا حالت و رنگ پیدا کند. به بیان دیگر، «نوانس» حالت دادن به موسیقی است.
شدت که با عنوان «داینامیک» نیز شناخته می‌شود، به بلندی صدای نت‌ها در موسیقی گفته می‌شود؛ مثلاً بسته به میزان محکم بودنِ ضربات مضراب سنتور یا شستی‌های پیانو، شدت صدا فرق می‌کند.
نوانس‌ها را در زیرِ نُت‌ها، آکوردها یا یک جملهٔ موسیقایی می‌نویسند تا مشخص شود با چه شدتی اجرا شوند.

## برخی از علامت‌های نوانس

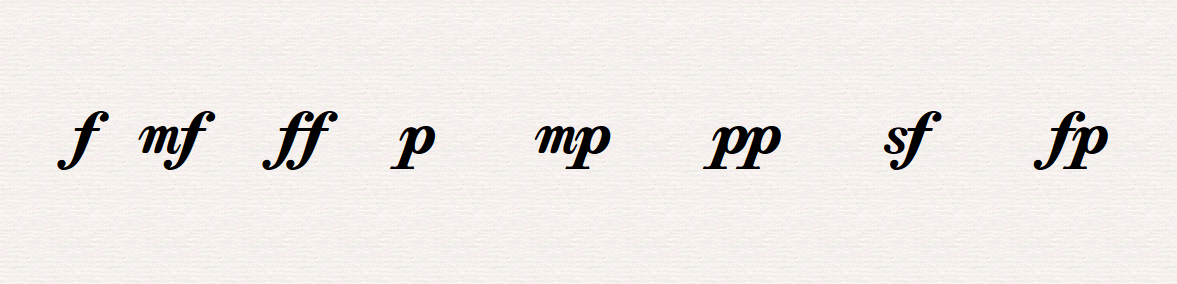
بعضی از علامت‌های مربوط به نوانس در موسیقی

- f (فورته) به‌معنی ادای قوی بیان و پراحساس بودن آن است،[۳] از حالت‌های برونیِ اجرا در موسیقی که با علامت «f» نشان داده می‌شود.[۴]
- ff (فورتیس‌سیمو) اجرا با شدت خیلی قوی (دو برابر قوی)
- fff (فورته فورتیس‌سیمو) سه برابر قوی
- mf (متسوفورته) اجرا با شدت کمی قوی
- mp (متسوپیانو) اجرای با شدت کمی ضعیف
- p (پیانو) اجرا با شدت ضعیف
- pp (پیانیس‌سیمو) اجرا با شدت خیلی ضعیف
- ppp (پیانو پیانیس‌سیمو) سه برابر ضعیف
- fp (فورته‌پیانو) ابتدا قوی و بلافاصله ضعیف